# Hans Kollwitz (Mediziner)

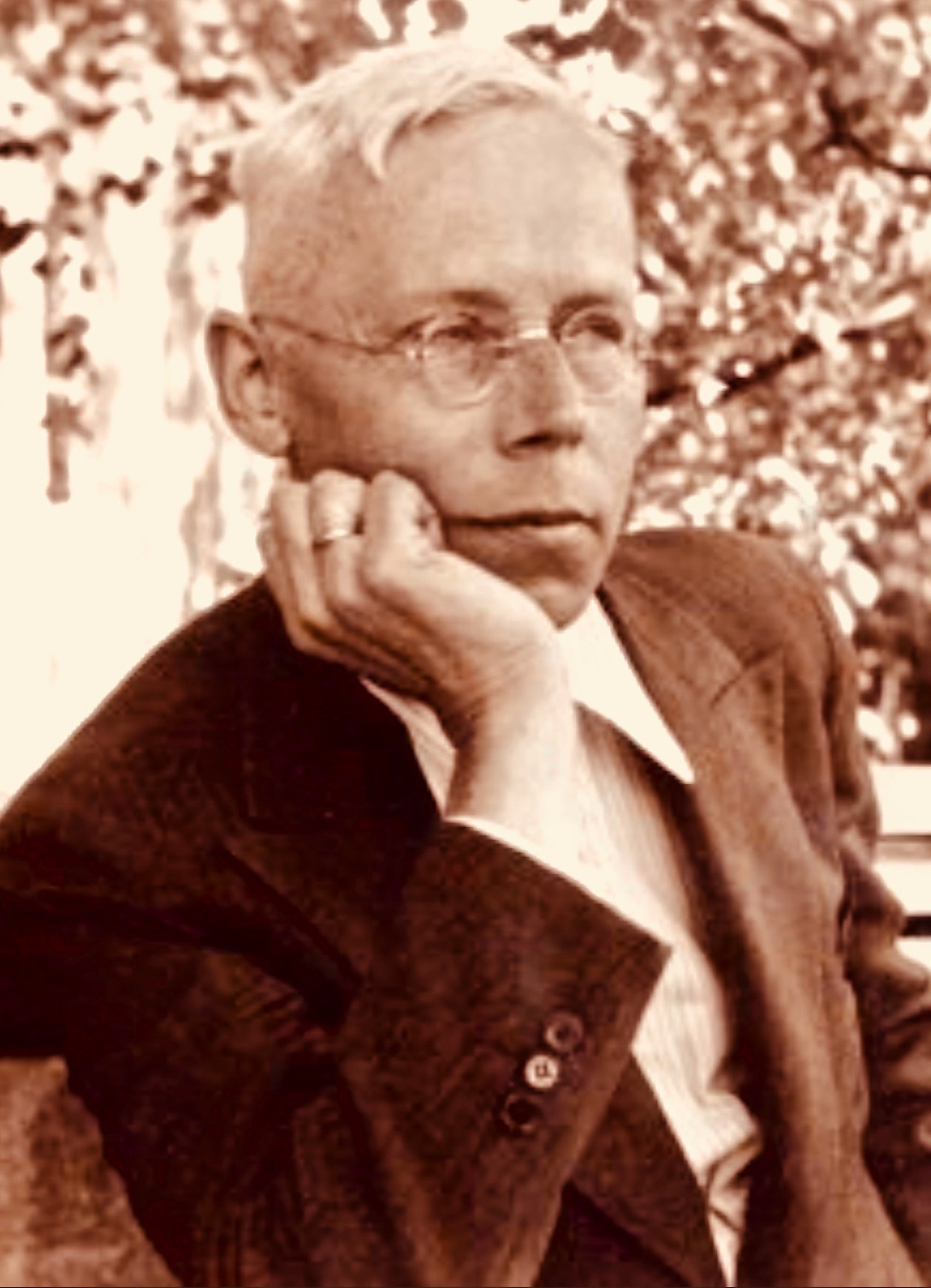
Hans Kollwitz, 1930er Jahre

Hans Kollwitz (* 14. Mai 1892 in Berlin-Prenzlauer Berg; † 22. September 1971 in West-Berlin) war ein in der Jugendbewegung aktiver Wandervogel, ein deutscher Mediziner, Schularzt, Seuchendezernent der Reichshauptstadt Berlin, ein Psychotherapeut, Autor und Publizist.

## Familie

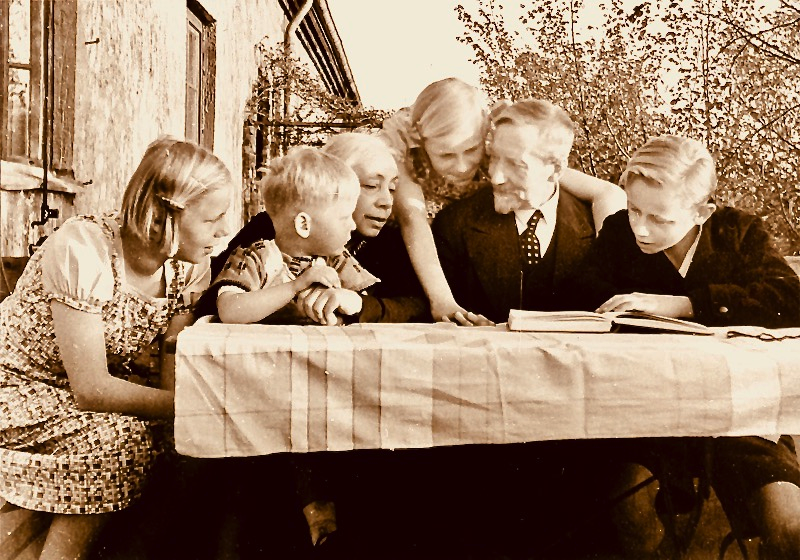
Käthe und Karl Kollwitz mit ihren vier Enkeln Jordis, Arne, Jutta und Peter auf dem Balkon ihrer Wohnung in Berlin-Prenzlauer Berg, 1935

Hans Kollwitz war der erste Sohn des im ostpreußischen Rudau bei Königsberg geborenen Arztes Johannes Carl August Kollwitz und dessen Ehefrau, der in Königsberg geborenen Bildhauerin, Malerin und Grafikerin Käthe Kollwitz. Hans Kollwitz hatte einen jüngeren Bruder, den Maler Peter Kollwitz.
1919 heiratete Hans Kollwitz die Grafikerin und Buchillustratorin Ottilie (1900–1963), geborene Ehlers. Aus der Ehe gingen vier Kinder hervor, Peter (1921–1942), die Zwillinge Jordis und Jutta (1923–2021) sowie Arne (1930–2024).
Ihren ersten Sohn benannte das Paar nach dem 1914 im Alter von 18 Jahren gefallenen jüngeren Bruder von Hans Kollwitz.

## Leben

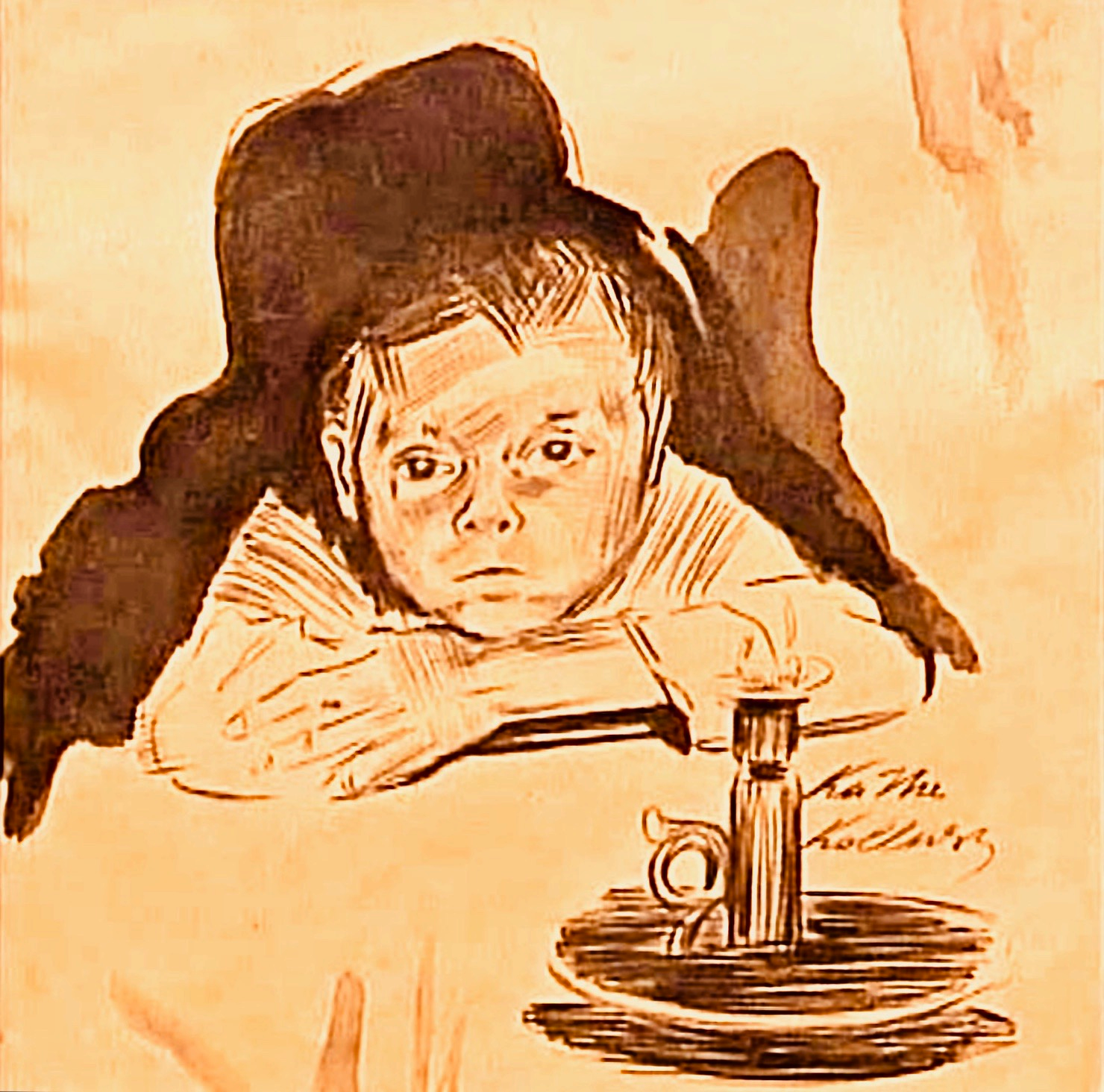
Käthe Kollwitz: Porträt des dreijährigen Hans, 1895

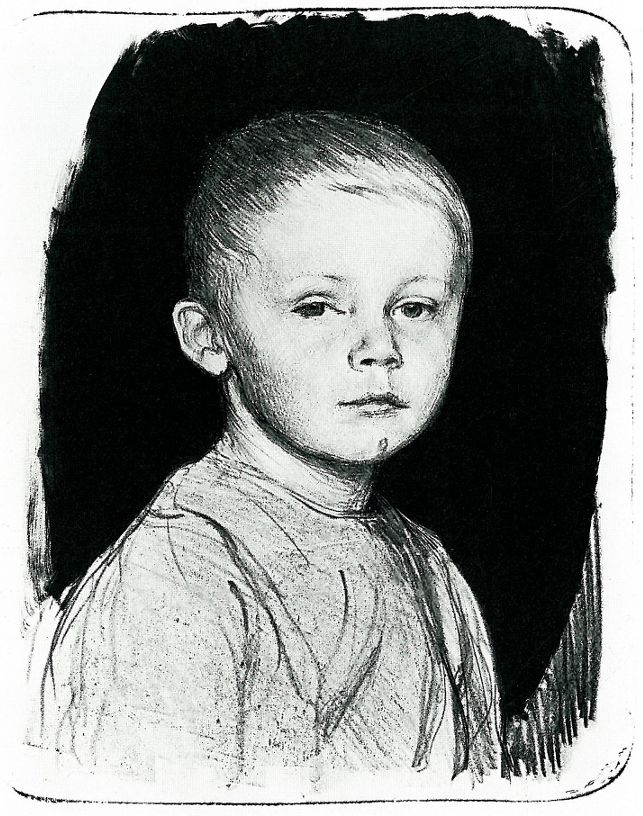
Käthe Kollwitz: Porträt des vierjährigen Hans, 1896

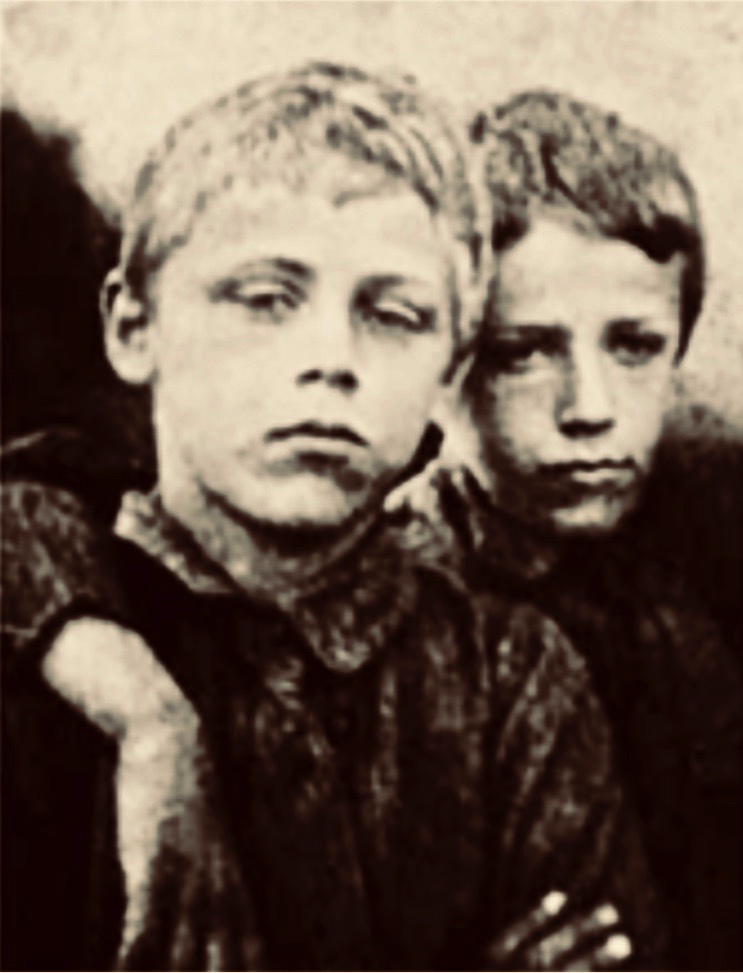
Hans und Peter Kollwitz, 1904

Als Kinder standen Hans und sein jüngerer Bruder Peter in der Weißenburger Straße 25 (heute: Kollwitzstraße 56 a (Neubau), am Kollwitzplatz) in Berlin-Prenzlauer Berg für ihre Mutter häufiger Modell. Aus diesem Grund ist Hans als Baby und kleines Kind in deren Werken präsent. Ab 1904 wuchsen er und sein Bruder zusammen mit Georg Gretor auf, den Käthe Kollwitz als „Ziehsohn“ aus Paris mit in die Familie integrierte. Dieser war der Sohn ihrer Studienfreundin Rosa Pfäffinger und deren Ehemannes Willy Gretor.

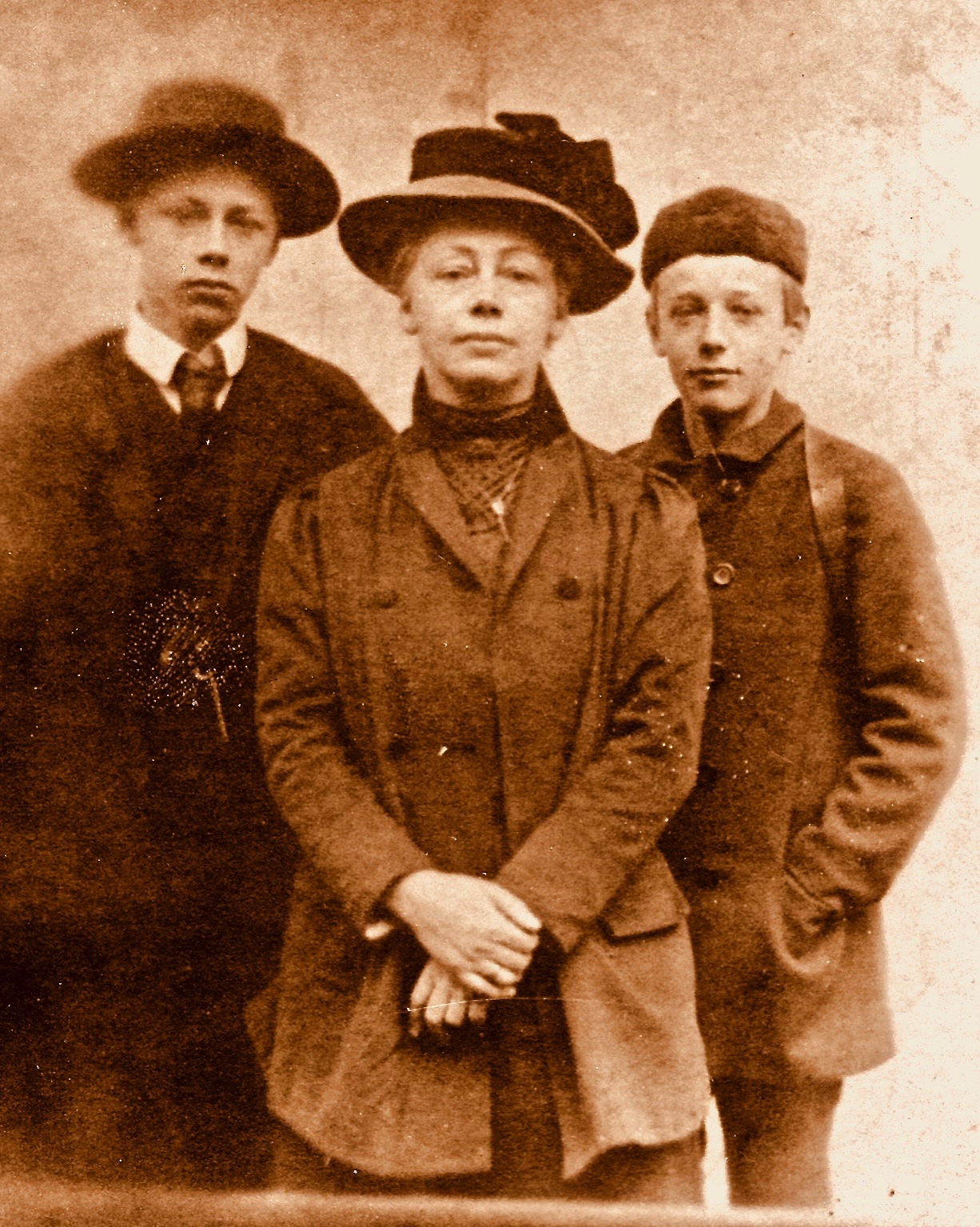
Von links nach rechts: Hans, Käthe und Peter Kollwitz, 1909

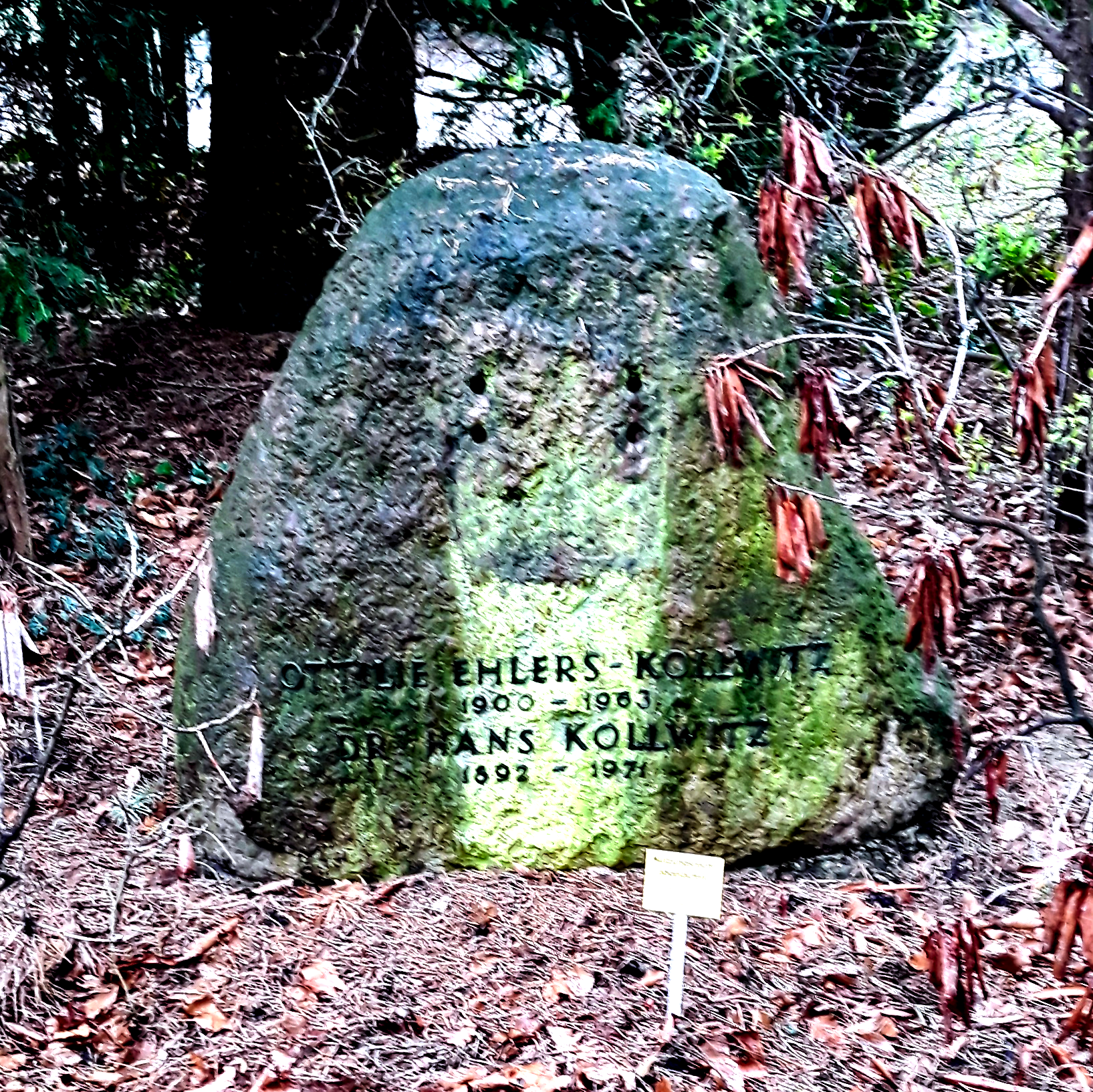
Am Grabstein auf dem Heidefriedhof in Berlin-Mariendorf wurde das Bronzerelief „Ruht im Frieden seiner Hände“ von Käthe Kollwitz gestohlen

Als Jugendlicher gehörte Hans Kollwitz dem „Wandervogel“ innerhalb der Bündischen Jugend an, zusammen mit Walter Benjamin, Hans Blüher, Ernst Joëll, Fritz Klatt, den Brüdern Hans und Walter Koch, Erich Krems, Alfred Kurella und Alexander Rüstow auch dem so genannten Westender Kreis, der den linken Flügel der bürgerlichen Jugendbewegung zusammenführte. Klatt war wahrscheinlich der geistige und publizistische Motor dieses Bundes.
Ab 1908 war der 16-jährige Hans Kollwitz an einem Schülerzeitungsprojekt beteiligt, das später reichsweit bekannt wurde. Die ersten Ausgaben der Jugendzeitschrift Der Anfang gelten als Kollwitz’sches Erzeugnis, denn Hans Kollwitz wurde Verfasser, sein jüngerer Bruder Peter trug eigene Zeichnungen und weitere Texte bei, zwei Cousinen arbeiteten ebenfalls zeichnerisch zu, „Ziehbruder“ Georg Gretor verfasste Artikel. Zunächst hektographiert, erschien Der Anfang ab 1911 gedruckt. Georg Gretor publizierte unter Pseudonym als Georges Barbizon, nach seiner Heimatstadt Barbizon bei Paris. Als Autoren waren nun auch die jugendbewegten Walter Benjamin, Siegfried Bernfeld und der ebenso skandalträchtige wie äußerst streitbare Gustav Wyneken dabei, letzterer als Schriftleiter. In Bayern wurde Der Anfang an allen Schulen verboten.
Walter Benjamin und Wyneken waren mit der Freien Schulgemeinde in Wickersdorf bei Saalfeld im Thüringer Wald verbunden, einem reformpädagogischen Landerziehungsheim, das seit 1906 von sich reden machte. Bernfeld, der im Juni 1914 eine Woche bei der Familie Kollwitz wohnte, war ein Verehrer Wynekens und vertrat nach einem Tagebucheintrag von Käthe Kollwitz jener Zeit die revolutionär gesinnte Fraktion, während ihr Sohn Hans Kollwitz und Richard Noll der eher geistig orientierten Fichte-Fraktion nahestanden.
Käthe Kollwitz, deren Söhne Hans und Peter die Jugendbewegung als „sehr bedeutsam“ einschätzten, schrieb im Frühjahr 1914 in ihr Tagebuch, es entstehe offenbar „aus der Jugend selbst eine Bewegung“, die mit starkem Pathos daherkommend, eine „Neugeburt der deutschen Jugend“ anstrebe. Damit gab sie eine einfühlsame Charakteristik der Zeitatmosphäre, die treffend mit dem Stichwort „vagierende Religiosität“ umrissen werden kann, als eine im weitesten Sinn religiös motivierte Suche nach Sinnangeboten. Käthe Kollwitz beobachtete in der Altersgruppe ihrer Kinder ausgeprägte idealistische Neigungen, einen Hang hin zum Visionär-Prophetischen und eine ausgesprochene Empfänglichkeit für gefühlvoll-pathetische Aufbruchsformeln.
Käthe Kollwitz ließ Hans an ihren künstlerischen Projekten teilhaben. Sie legte großen Wert darauf, dass er ihren Arbeitsprozess und dessen Ergebnisse verfolgte und bewertete. Sogar seinen Urlaub sollte er aufschieben, um ihre Ausstellungen sehen zu können.
Er begann um 1910 ein Studium der Medizin an der Friedrich-Wilhelms-Universität zu Berlin. Nach dem Ausbruch des Ersten Weltkrieges meldete er sich als Freiwilliger und wurde aufgrund seiner medizinischen Kenntnisse zum Sanitätsdienst eingezogen. Im Oktober 1914, nur zehn Tage nach dessen Abmarsch an die Westfront, fiel sein jüngerer Bruder Peter als Erster seines Regiments. Hans notierte am 26. Oktober 1919 in seinem Tagebuch: „Ich frage Mutter, woher sie schon Jahre vor dem Krieg das Erlebnis der Mutter mit dem toten Kind hatte, das fast alle ihre Bilder beherrscht. Sie glaubt, auch in diesen Jahren schon Peters Tod geahnt zu haben. Mit Weinen hätte sie an diesen Bildern gearbeitet.“
Nach seiner Promotion im Jahr 1920 zum Thema Beitrag zur Kenntnis der Insuffizientia vertebrae trat Hans Kollwitz in die Gesundheitsverwaltung der Reichshauptstadt ein. 1928 wurde er Schularzt und später Seuchendezernent für Berlin. 1929 bezog er mit seiner Familie das Reihenhaus Waldweg 29/Ecke Grenzweg (heute: Franziusweg 42) in der Abendrot-Siedlung in Berlin-Lichtenrade. 1939 erwarb die Familie das Nachbarhaus hinzu, worin sich seine Ehefrau Ottilie im Dachgeschoss ein Atelier einrichtete, während das Erdgeschoss vermietet wurde.
1942 fiel sein Sohn Peter 21-jährig an der Ostfront. Im Dezember 1943 wurde das Anwesen der Familie durch einen Luftangriff schwer beschädigt, die Gebäude waren nicht mehr bewohnbar. Im Abendrotweg fand die Familie eine Notunterkunft. In der Nachkriegszeit musste das Wohnhaus aufgrund des Mangels an Baumaterial zunächst durch ein Flachdach behelfsmäßig bewohnbar gemacht werden.
Nach dem Tod seiner Mutter im Jahr 1945 war er zunächst stellvertretender Amtsarzt in der Gesundheitsverwaltung von Berlin-Tempelhof und widmete sich seiner psychotherapeutischen Praxis. Dann ließ er sich vorzeitig pensionieren und widmete seine weitere Arbeit dem Werk und dem Gedächtnis der Künstlerin. Er gab erstmals eine Auswahl von deren Tagebucheintragungen und Briefen seiner Mutter heraus, unterstützte Ausstellungen und publizierte einen Bildband mit Fotografien ihrer Plastiken. Am 12. August 1946 hielt er die Gedenkrede bei der Einäscherung der Lehrerin und Ärztin Alice Profé (1867–1946).
Hans Kollwitz wurde neben seiner Ehefrau auf dem Heidefriedhof in Berlin-Mariendorf beigesetzt. In den Grabstein wurde das Bronzerelief „Ruht im Frieden seiner Hände“ von Käthe Kollwitz integriert.

## Veröffentlichungen
- Beitrag zur Kenntnis der Insuffizientia vertebrae. Med. Diss., o. V., Berlin 1920. OCLC 71891713
- als Hrsg.: Käthe Kollwitz. Tagebuchblätter und Briefe. ebr. Mann, Berlin 1948. OCLC 920745963
- als Mitwirkender (Bildauswahl): Käthe Kollwitz. Bertelsmann, Gütersloh 1956. Hrsg.: Werner Schumann
- als Hrsg.: Käthe Kollwitz: Aus meinem Leben. List, München 1958. OCLC 258701833
- als Hrsg.: Käthe Kollwitz. Ich will wirken in dieser Zeit. Auswahl aus den Tagebüchern und Briefen, aus Graphik, Zeichnungen und Plastik. Büchergilde Gutenberg, Frankfurt am Main 1956. Neuausgabe: ISBN 978-3-5483-6062-1.
- als Hrsg.: Käthe Kollwitz 1867–1945. Briefe der Freundschaft und Begegnungen. List, München 1966. OCLC 607678737
- als Hrsg. mit Christoph Meckel und Ulrich Weisner: Käthe Kollwitz (1867–1967). Inter Nationes, Bad Godesberg 1967. OCLC 474076817
- als Hrsg.: Käthe Kollwitz. Das plastische Werk. Fotos von Max Jacoby. Mit einem Vorwort von Leopold Reidemeister. Wegner, Hamburg 1967. OCLC 634294771
- als Hrsg.: Käthe Kollwitz. Ich sah die Welt mit liebevollen Blicken. Ein Leben in Selbstzeugnissen. Fackelträger-Verlag Schmidt-Küster, Hannover 1968. OCLC 830723383 Neuausgabe: ISBN 978-3-5483-6062-1.